# Попо фон Остерна
Попо фон Остерна (на немски: Poppo von Osterna) е деветият Велик магистър на рицарите от Тевтонския орден. Принадлежи към рода на графовете на Вертхайм и е посветен във въоръжено монашество около 1227 г.

### Кариера
През 1233 г. Попо фон Остерна участва в основаването на селището Хелмно, скоро удостоено с градска грамота; този Кулмски акт създава прецедент, въз основа на който по-късно са основани още 15 града в Източна Прусия и Мазовия, включително Варшава през 1300 г. През 1241 г. участва във военната кампания срещу татаро-монголското нашествие, завършила с битката при Легница. Към 1246 Попо фон Остерна е ландмайстер на ордена в Прусия. Избран е за велик магистър от мнозинството на тевтонците и ги повежда в кампания срещу ятвягите на изток. Победите на германския орден на Самбийския полуостров дават възможност там да се изградят фортифицирани предмостия на ордена, сред които е и замъка Кьонигсберг. От този период датира и конфликт на Попо с гвелфите, които дори избират свой кандидат за поста му - Вилхелм фон Уренбах.